# Пер Інгве Олін
Дед (англ. Dead [dɛd], «мертвий»; справжнє ім'я — Пер І́нгве О́лін (швед. Per Yngve Ohlin); 16 січня 1969 — 8 квітня 1991) — шведський музикант, автор текстів та вокаліст норвезького блек-метал гурту Mayhem.
Roadrunner Records поставив його на 48 місце з 50 найкращих метал-фронтменів усіх часів.

## Біографія
Пер Інгве Олін народився у Стокгольмі 19 січня 1969 року. Був старшою дитиною в сім'ї, де крім нього були сестра, брат, а також ще двоє однокровних братів. Він виріс у Вестерханінґу, передмісті за півгодини їзди від Столькгольма. У дитинстві він страждав на апное уві сні. У віці десяти років у нього сталася внутрішня кровотеча, коли його селезінка розірвалася після, як він стверджував, нещасного випадку на ковзанах. Однак у шведській метал-книзі «Blod eld död» (англійська мова: «Blood Fire Death») його брат Андерс Олін заявив в ексклюзивному інтерв'ю, що Дед часто зазнавав знущань у школі і одного разу отримав розрив селезінки внаслідок тяжкої травми від побиття хуліганами. Через травму його довелося терміново доставити до лікарні, де на якийсь час його було визнано клінічно мертвим. Через кілька років цей інцидент спричинив захоплення смертю, а пізніше надихнув його на сценічний псевдонім.
Інтерес до музики прийшов не відразу і охопив Пелле лише на початку 80-х, коли хеві-метал став комерційно успішним. У газеті Okay брати читали про W.A.S.P, Kiss і Venom, і, як і будь-який новонавернений фанат металу, він жадібно поглинав все, що траплялося йому на шляху. Пізніше він розвинув смак до важкої музики, називаючи своїми улюбленими такі гурти, як Black Sabbath, Iron Maiden, Judas Priest, AC/DC, Motörhead, Metallica, Bathory, Sodom та Mercyful Fate.
Сім'я сприймала захоплення Пелле музикою та жахами, куди як менш прихильно. Його батьки вважали, що хард-рок погано впливає на молодших братів і сестру, але найбільше вони турбувалися, що він віддає музиці всі свої сили. Виросли в 50-х, вони знали, як важливо здобути освіту, але Пелле втратив колишній інтерес до читання, а його оцінки залишали бажати кращого. Він працював у друкарні, але всі гроші спускав на мікрофони, марки та платівки.
|                       | Вони злилися, що він з такою увагою та ретельністю ставиться до музики, але при цьому запустив усе інше — навчання, гігієну. Вони розуміли, що це пастка, що якщо в нього не вийде з музикою, то не залишиться взагалі нічого. Але це було іскрою його життя. |
| — Андерс , брат Пелле | |

Дед не на довго з'явився в музичному відео 1986 рік на пісню дум-метал групи Candlemass — "Bewitched"
Якось у Стокгольмському магазині важкої музики "Heavy Sound" він натикається на оголошення: група з м.Окерсберга шукає вокаліста та бас-гітариста. Вони називають себе Armageddon і орієнтуються на Slayer. Він дзвонить за вказаним номером і знайомиться з Йоном Хогстрьомом.
|                 | Коли ми розмовляли телефоном, він сказав, що це дуже дивно, що нам подобається така важка музика. На той час подібних колективів було дуже мало. |
| — Йон Хогстрьом | |

Згодом він стає членом гурту Scapegoat. Високі вимоги Пелле до учасників гурту, особливо до гітаристів, стали причиною того, що гурт так і не почав грати, натомість він і Йон вирішили заснувати новий гурт — Morbid. На цей раз все було ще складніше. Через Heavy Sound Пелле знайомиться з Ларсом-Йораном Петровим, відомим як LG Petrov — через роки він прославиться як вокаліст Entombed — і запрошує його стати їх ударником. А влітку 1986 року, на концерті в парку Кунгстредгорден, він зустрічає Йєнса Несстрома, чим завершує формування основного складу гурту.
На початку 1988 Йон залишає групу. Він отримав роботу в телекомунікаційній сфері і більше не міг записуватись із групою.
Пелле сприйняв відхід Йона як відступництво. Він не розумів, як можна поставити роботу вище музики, бо Йон, який став автором багатьох пісень, завжди був музичним якорем, який пов'язував гурт воєдино.
Лише через кілька тижнів після виходу Йона з Morbid, музикант сідає на літак і відлітає в Осло — він стає новим вокалістом блек-метал гурту Mayhem.

## Особистість
Те, що Пелле був трохи дивним, помітили зарано.
|          | Він був певною мірою досить своєрідною людиною. Можна сказати, що він був дуже прагматичним, завжди працював у одному напрямку. Добре це чи погано, але йому було складно відволіктися. Якщо він брався за щось, то робив це добре і завжди доводив до кінця. Але йому часом було важко визначити чи дійсна справа, що здійсниться взагалі. |
| — Андерс | |

У його сім'ї люблять згадувати історію, як Пелле, невдовзі після того, як став членом товариства “Природа і молодь Швеції” (Fältbiologerna), у поїзді осудливо вказав на жінку в леопардовому пальті і зажадав сказати справжнє воно чи ні. Жінка дуже зніяковіла і нічого не відповіла. Тоді Пелле знову, вже голосніше, запитав: "Так воно справжнє чи ні?"
Коли його батьки запрошували гостей, вони завжди переймалися тим, що Пелле скаже щось недоречне. Інші батьки, здається, помітили, що він трохи відрізнявся від інших дітей і часто звинувачували його в чужих витівках.
Знайомі музиканти описували Оліна як дивного інтроверта. Наприклад, гітарист Mayhem Ейстейн Ошет (Євронімус) згадував у листах: «Я дійсно думаю, Дед психічно хворий. Як ще можна описати хлопця, котрий не їсть, щоб виглядати виснаженим? Або носить майку з рекламою ритуальних послуг?»
Ударник Emperor Борд «Фауст» Ейтхун писав, що Дед «був хлопцем, котрого неможливо було добре пізнати. Я думаю, що навіть хлопці з Mayhem не знали його. З ним було важко зблизитися. Я зустрічався з ним всього шість або сім разів, останній — за два тижні до смерті. У нього було багато ідей, які лякали. Пам'ятаю, Ошет сказав, у нього немає почуття гумору. Воно було, але дуже похмуре. Не думаю, що йому подобалося жити у цьому світі».

## Виступи
Олін був готовий на все, щоб досягти бажаного образу й атмосфери на концертах. З самого початку кар'єри він використав корпспейнт. Згідно зі словами Некробутчера: «Це не було наслідуванням Kiss і Елісу Куперу, котрі використали макіяж. Дед дійсно хотів виглядати як труп. Він робив це не для того, щоб виглядати круто». Також Хеллхаммер зауважив, Олін «був першим блек-металістом, котрий використав корпспейнт».
Щоб ще більше бути схожим на покійника, Олін закопував свій одяг перед концертом і відкопував його в ніч виступу. Гелгамер згадував, «перед шоу Дед закопував одяг у землю, так, що він починав гнити й надавав йому „цвинтарного“ вигляду. Якось одного разу попросив закопати у землю його самого — хотів зробити шкіру блідішою».
Під час виступів Олін часто завдавав собі рани мисливським ножем і битим склом. При цьому йому подобалося споглядати реакцію навколишніх. Під час концерту у Сарпсборзі в лютому 1990 Дед так сильно порізався, що його повезли до лікарні через втрату крові. Під час туру з Mayhem він підібрав мертвого ворона й засунув його у пакет. Дед полюбляв нюхати труп птаха перед виступами, щоб співати «зі смородом смерті у ніздрях». Він також збирав мертвих гусей і тримав їх під ліжком.

## Самогубство
У 1990 році учасники Mayhem переїхали у «старий дім у лісі» біля Осло (Krakstadt). До цього гурт зазнавав проблем з оселею і місцем для репетицій, деякий час Оліну навіть довелося жити у машині. Після переїзду Гелгамер зауважував, що у вільний час Олін малював, читав, писав листи або ж «просто сидів один у кімнаті, усе більше і більше поринаючи у депресію». Окрім того, Дед весь час сварився з Євронімусом. Під час європейського турне Mayhem Дед був так виснажений, що в нього починалася кровотеча з носа. Після того, як гурт повернувся у Норвегію, Олін ще більше замкнувся у собі.
8 квітня 1991 року Дед скоїв самогубство у своїй кімнаті. Спершу він порізав собі вени, а потім вистрілив у голову з дробовика. Зброя, імовірно, належала Євронімусу (Ошету), а патрони були різдвяним дарунком Варґа Вікернеса. Євронімус у цей час поїхав у справах лейблу в Осло, а Гелгамер відвідував батьків. За день до цього до Оліна прийшов знайомий, і вони довго говорили про смерть і суїцид. Гелгамер згадує, що після цієї розмови «…Дед виглядав дуже веселим, наскільки це було можливо для його понурої фізіономії». Повернувшися з міста, Ошет зауважив, що двері замкнено, а єдиного ключа немає на місці. Вирішивши проникнути у дім через вікно, Євронімус поліз у кімнату Деда. Там він побачив Оліна, що напівлежав на ліжку з розрізаними венами і дробовиком на колінах. Олін залишив передсмертну записку, у якій було написано «Sorry for all the blood» («Прошу вибачення за кров»). Хоча Гелгамер стверджує, Олін також написав там, чому він скористався дробовиком — ніж був занадто тупим.
Замість того, щоб викликати поліцію, Ошет поїхав у найближчий магазин і купив одноразовий фотоапарат, щоб сфотографувати труп. Повернувшись, Євронімус переклав ніж з дробовиком, щоб фотографії виглядали «живописніше» і зробив кілька знімків. Некробутчер зауважив: «Я думаю, Ейстейн був шокований самогубством Деда, і зробив фото, щоб упоратись із цим». Ці фотографії швидко розійшлись серед фанатів гурту і були використані у якості пропаганди блек-метал музики і розкрутки маловідомих гуртів. Одна з них пізніше була використана колумбійським бутлеггером у якості обкладинки для альбому «Dawn of the Black Hearts». Потім Ошет зателефонував Гелгамеру й розповів про те, що сталося.
Поліція забрала тіло Оліна, але кімнату покинули неприбраною. Не витримавши запаху, що розповсюдився домом, Євронімус переїхав до батьків, однак Гелгамер залишався там ще деякий час. Одного разу, зайшовши у кімнату Деда, Гелгамер знайшов під ліжком кілька уламків черепа, з котрих потім, зі слів групи, зробив намисто. Ошет роздавав їх тим, кого вважав «гідними».
Нарешті, чутки стверджують, Ошет зробив гуляш із мозку Оліна. Однак, гурт пізніше спростував ці чутки.
Некробутчер уважав, що  «люди стали більше цінувати блек-метал сцену після того, як Дед застрелився… Я думаю, саме його самогубство дійсно її змінило».
Сам Ошет ненадовго пережив Деда. У 1993 році під час сварки він був убитий Варґом Вікернесом.

## Дискографія
У Morbid (пізні записи — це перевидання):
- December Moon (демо, 1987)
- Death Execution (збірник, 1995)
- Live in Stockholm (концертний альбом, 2000)
- Death Execution III (EP, 2001)

У Mayhem:
- Live in Leipzig (концертний альбом, 1993)
- Dawn of the Black Hearts (бутлег, 1995)
- Out from the Dark (репетиція, випущена як EP, 1996)
- Freezing Moon (сингл, 1996).